# Sakarijärvi
Sakarijärvi eller Sakarinjärvi är en sjö i Finland. Den ligger i kommunen Petäjävesi i landskapet Mellersta Finland, i den centrala delen av landet, 250 km norr om huvudstaden Helsingfors. Sakarijärvi ligger 187,2 meter över havet. Den är 4,2 meter djup. Arean är 1,13 kvadratkilometer och strandlinjen är 5,75 kilometer lång. Sjön  ingår i Kymmene älvs huvudavrinningsområde.   I omgivningarna runt Sakarijärvi växer i huvudsak blandskog. Den sträcker sig 1,9 kilometer i nord-sydlig riktning, och 1,1 kilometer i öst-västlig riktning.
I övrigt finns följande i Sakarijärvi:
- Tuliluoto (en ö)